# کلوفیبرات
کلوفیبرات (به انگلیسی: Clofibrate)
رده درمانی: پایین آورنده چربی خون .
اشکال دارویی: کپسول

## موارد مصرف
کلوفیبرات برای كاهش چربی خون از نوع تری گلیسیرید استفاده می‌گردد.

## مکانیسم اثر
کلوفیبرات از ساخته‌شدن تری‌گلیسریدها در بدن جلوگیری می‌کند و موجب افزایش ترشح استرول‌های خنثی می‌شود. این دارو از مشتقات اسیداریل‌اکسی سوبوتیریک است.

## عوارض جانبی
تهوع، استفراغ، سوءهاضمه، افزایش آنزیم‌های کبدی، التهاب حفره دهان، نفخ، گاستریت، کهیر، خارش، خشکی پوست، خستگی، ضعف، خواب‌آلودگی، سرگیجه، کاهش میل جنسی، ناتوانی جنسی، سوزش ادرار و پرخوری و افزایش وزن.

## تداخلات دارویی
مصرف همزمان کلوفیبرات با داروهای ضد انعقاد خوراکی ممکن است اثر ضد انعقادی بطور قابل توجهی افزایش یابد . مصرف کلوفیبرات با داروهای خوراکی پایین آورنده قند خون ، باعث افزایش اثرات کاهنده قند خون این داروها میشود. پروبنیسید ممکن است اثرات و سمیت کلوفیبرات را افزایش دهد.